# Nils Hellsten (vívó)
Nils Erik Hellsten (Stockholm, 1886. február 19. – Stockholm, 1962. április 12.) olimpiai és világbajnoki bronzérmes svéd vívó.

## Sportpályafutása
Tőr és párbajtőr fegyvernemekben is versenyzett, de nemzetközileg is jelentős eredményeit párbajtőrvívásban érte el.